# 湊村 (和歌山県海草郡)
湊村（みなとむら）は、和歌山県海草郡にあった村。現在の和歌山市の北西部、紀の川の河口両岸にあたる。

## 地理
- 海洋：紀伊水道
- 河川：紀の川

## 歴史
- 1889年（明治22年）4月1日 - 町村制の施行により、海部郡湊村の大部分（和歌山城下に続く地域等を除く）・今福村の大部分（飛地を除く）・西浜村の一部（飛地）の区域をもって発足。
- 1896年（明治29年）4月1日 - 郡の統合により所属郡が海草郡に変更[1]。
- 1921年（大正10年） - 大字湊・今福の各一部を和歌山市に編入。
- 1940年（昭和15年）2月1日 - 和歌山市に編入。同日湊村廃止。

## 交通

### 鉄道路線
現在は旧村域に南海和歌山港線の和歌山港駅が所在するが、当時は未開業。

## 現在の町名
- 大字湊：大字湊、湊御殿一 - 三丁目、土佐町一 - 四丁目、舟津町一 - 四丁目、築港一 - 六丁目、湊一 - 五丁目、葵町、砂山南一 - 四丁目、今福一・四・五丁目
- 大字今福：今福一 - 三丁目、堀止西一・二丁目、西高松一丁目